# Mengjiao Daizu Yizu Lahuzu Xiang
Mengjiao Daizu Yizu Lahuzu Xiang (kinesiska: 勐角, 勐角傣族彝族拉祜族乡) är en socken i Kina. Den ligger i provinsen Yunnan, i den sydvästra delen av landet, omkring 400 kilometer sydväst om provinshuvudstaden Kunming.
Genomsnittlig årsnederbörd är 1 421 millimeter. Den regnigaste månaden är juli, med i genomsnitt 364 mm nederbörd, och den torraste är februari, med 6 mm nederbörd.